# Громилин, Владимир Владимирович
Владимир Владимирович Громилин (род. 3 января 1966, Новосибирск) — советский и российский хоккеист, нападающий. Тренер.

## Биография
Воспитанник новосибирской «Сибири». Дебютировал за команду в сезоне 1982/83 первой лиги в тройке Храмцов-Ульшин-Громилин. Сыграв в следующем сезоне 30 матчей в высшей лиги, вместе с командой вылетел обратно в первую лигу. Во второй половине сезона 1988/89 выступал за «Динамо» Минск проведя 21 матч в чемпионате СССР. В 1991 году перешёл в «Металлург» Магнитогорск, два следующих сезона провёл за клуб в МХЛ. Играл в «Сибири» (1994/95 — 1995/96, 1998/99), «Металлурге» Новокузнецк (1997/), ХК «Кемерово» / «Энергии» (1997/98, 1998/99 — 2000/01), «Энергии-2» (2001/02 — 2002/03).
Победитель юниорского чемпионата Европы 1984 года.
Тренер в «Энергии» (2001/02 — 2002/03), играющий тренер в «Янтаре» Северск (2003/04, 2005/06). Главный тренер команд «Шахтёр» Прокопьевск (2008/09 — 2010/11), «Кристалл» Бердск (2011/12 — 2014/15 (МХЛ-Б, МХЛ). Помощник Сергея Шепелева в команде КХЛ «Амур» Хабаровск. Главный тренер команды МХЛ «Тайфун» (2016/17, до 18 ноября). Тренер в команде «Арлан» (Казахстан, 2017/18). Главный тренер ХК «Алматы» (Казахстан, 2018/19). С сезона 2019/20 — главный тренер команды МХЛ «Сарматы» Оренбург. В середине января 2022 года после широкого обсуждения эпизода матча с аутсайдером МХЛ «Тюменским легионом», когда Громилин пнул лидера своей команды нападающего Егора Разумняка, клуб расстался с тренером. В сезоне 2022/23 — главный тренер юношеской команды «Кристалла» Бердск. С июля 2023 года — главный тренер команды НМХЛ МХК «Ермак».